# غارسا

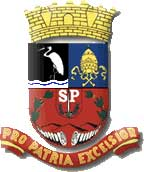
شعار المدينة

غارسا هي مدينة تقع في النصف الغربي لولاية ساوباولو البرازيلية وقد تأسست في الرابع من أكتوبر عام 1924، كما صنفت على انها واحده من مدن دائرة صناعه القهوة في مطلع القرن العشرين.
و تشتهر جارسيا بمزارع البن، وبخط السكة الحديد الذي يقطع المدينة وبمهرجان «دا سيريجيرا» الذي يقام فيها سنوياً.
و هي ترتفع عن سطح البحر بمقدار حوالى 663.2 متر أي ما يعادل (2176 قدم). وتقدر مساحتها ب 55400 كم مربع هي مساحة الحضر بها بالإضافة إلى 50,374 كم مربع متمثلة في المناطق الريفية.

## مشاهير من مدينة غارسا
- روبرتو كارلوس

## أعلام
- والدير بيريز
- روبرتو كارلوس

## وصلات خارجية
الموقع الإلكتروني للمدينة